# 1. deild karla 2016
La 1. deild karla 2016 è stata la sessantaduesima edizione della seconda serie del campionato islandese di calcio. La stagione è iniziata il 6 maggio e si è conclusa il 24 settembre 2016. Il KA Akureyri ha conquistato il trofeo per la seconda volta nella sua storia.

## Squadre partecipanti
| Squadra         | Città           |
| --------------- | --------------- |
| KFF Fjarðabyggð | Fjarðabyggð     |
| Fram Reykjavík  | Reykjavík       |
| Grindavík       | Grindavík       |
| Haukar          | Hafnarfjörður   |
| HK Kópavogur    | Kópavogur       |
| Huginn          | Seyðisfjörður   |
| Keflavík        | Keflavík        |
| Leiknir F.      | Fáskrúðsfjörður |
| Leiknir         | Reykjavík       |
| Selfoss         | Selfoss         |
| Þór             | Akureyri        |

## Classifica finale
|  | Pos. | Squadra         | Pt | G  | V  | N  | P  | GF | GS | DR  |
|  | ---- | --------------- | -- | -- | -- | -- | -- | -- | -- | --- |
|  | 1.   | KA Akureyri     | 51 | 22 | 16 | 3  | 3  | 42 | 16 | +26 |
|  | 2.   | Grindavík       | 42 | 22 | 12 | 6  | 4  | 50 | 21 | +29 |
|  | 3.   | Keflavík        | 35 | 22 | 8  | 11 | 3  | 31 | 20 | +11 |
|  | 4.   | Þór             | 33 | 22 | 10 | 3  | 9  | 34 | 38 | -4  |
|  | 5.   | Haukar          | 31 | 22 | 9  | 4  | 9  | 31 | 35 | -4  |
|  | 6.   | Fram Reykjavík  | 30 | 22 | 8  | 6  | 8  | 25 | 29 | -4  |
|  | 7.   | Leiknir         | 29 | 22 | 8  | 5  | 9  | 21 | 28 | -7  |
|  | 8.   | Selfoss         | 28 | 22 | 6  | 10 | 6  | 28 | 25 | +3  |
|  | 9.   | HK Kópavogur    | 22 | 22 | 5  | 7  | 10 | 32 | 45 | -13 |
|  | 10.  | Leiknir F.      | 21 | 22 | 6  | 3  | 13 | 32 | 45 | -13 |
|  | 11.  | Huginn          | 21 | 22 | 5  | 6  | 11 | 20 | 34 | -14 |
|  | 12.  | KFF Fjarðabyggð | 17 | 22 | 3  | 8  | 11 | 26 | 36 | -10 |

      Promosse in Úrvalsdeild 2017.
      Retrocesse in 2. deild karla 2017.
Tre punti per la vittoria, uno per il pareggio, zero per la sconfitta.
In caso di arrivo di due o più squadre a pari punti, la graduatoria verrà stilata secondo la classifica avulsa tra le squadre interessate che prevede, in ordine, i seguenti criteri:
- Punti negli scontri diretti.
- Differenza reti negli scontri diretti.
- Differenza reti generale.
- Reti realizzate in generale.
- Sorteggio.